# Anaptomecus temii
Anaptomecus temii là một loài nhện trong họ Sparassidae.
Loài này thuộc chi Anaptomecus. Anaptomecus temii được miêu tả năm 2009 bởi Peter Jäger, Rheims & Labarque.